# マイケル (映画)
『マイケル』（原題：Michael）は、1996年制作のアメリカ合衆国のコメディ・ファンタジー映画。
ノーラ・エフロン監督。ジョン・トラボルタがマイケル＝大天使ミカエルを演じた。

## あらすじ
シカゴの一流紙の敏腕記者から三流タブロイド紙の記者に落ちぶれたフランクは、モルト編集長の命を受けて相棒のヒューイ、新人記者のドロシー、コラム犬のスパーキーと共にアイオワ州に向かった。「うちに天使がいるので見に来てほしい」という投書が寄せられたためだ。
目的地のモーテルに着いた一行は投書主であるモーテルの女主人パンジーからその天使＝マイケルを紹介されるが、彼は太めの体型で煙草をくわえて大食漢で、下品なジョークを吐くという、天使とは似ても似つかぬ風貌だった。
彼らはマイケルをシカゴへと連れて行こうとするが、マイケルは道中様々な騒動を引き起こしてしまう。

## スタッフ
- 監督：ノーラ・エフロン
- 製作：ショーン・ダニエル、ジェームズ・ジャックス、ノーラ・エフロン
- 脚本：ノーラ・エフロン、デリア・エフロン、ピート・デクスター、ジム・クインラン
- 原案：ピート・デクスター、ジム・クインラン
- 製作総指揮：デリア・エフロン、ジョナサン・D・クレイン
- 撮影：ジョン・リンドリー
- 音楽：ランディ・ニューマン

## キャスト
| 役名                     | 俳優                         | 日本語吹替 |
| ------------------------ | ---------------------------- | ---------- |
| マイケル                 | ジョン・トラボルタ           | 山路和弘   |
| フランク・クインラン     | ウィリアム・ハート           | 内田直哉   |
| ドロシー・ウィンタース   | アンディ・マクダウェル       | 戸田恵子   |
| ヴァータン・モルト編集長 | ボブ・ホスキンス             | 稲葉実     |
| ヒューイ・ドリスコル     | ロバート・パストレリ         | 土師孝也   |
| パンジー・ミルバンク     | ジーン・ステイプルトン       | 麻生美代子 |
| ニューバーグ判事         | テリー・ガー                 |            |
| ブルース                 | ウォレス・ランガム           |            |
| アニータ                 | ジョーイ・ローレン・アダムス |            |
| ウェイター               | リチャード・シフ             |            |
| ブライド                 | カーラ・グギノ               |            |

その他、坂東尚樹、田原アルノ、辻親八、寺内よりえ、深水由美、大坂史子、遊佐浩二